# Norman St John-Stevas
Norman Antony Francis St John-Stevas, baron St John de Fawsley, né à Londres le 18 mai 1929 et mort le 4 mars 2012, est un juriste et homme politique britannique.

## Biographie
Fils d'un ingénieur civil d'origine grecque, Stephen Stevas, et d'une mère d'origine irlandaise, Kitty St John O'Connor, il est élevé dans la foi catholique comme le souhaite sa mère. Après six mois de formation à Rome, il renonce à devenir prêtre et réussit brillamment ses études de droit au Fitzwilliam College de l'université de Cambridge ; en 1952 il  devient barrister (avocat plaidant). Bien qu'issu de la classe moyenne, il adopte une façon d'être « grandiloquente », voire « pompeuse », qui deviendra sa marque de fabrique. En 1957 il obtient un doctorat de l'université de Londres pour sa thèse sur Walter Bagehot, expert de la Constitution du Royaume-Uni au XIXe siècle,.
À l'âge de 22 ans, il se présente sans succès comme candidat du Parti conservateur dans une circonscription acquise au Parti travailliste pour les élections législatives de 1951. En 1954 il devient correspondant juridique et politique pour le magazine The Economist, et à partir des années 1950 il publie plusieurs ouvrages d'analyse de l'évolution du droit britannique et son rapport aux conceptions de la morale, ainsi qu'un ouvrage sur Walter Bagehot. Il enseigne un temps le droit constitutionnel au King's College de Londres, et réalise la collection et la publication intégrale des écrits de Bagehot, qu'il publie en quinze volumes entre 1966 et 1986,.
Aux élections de 1964 il est élu député de la circonscription de Chelmsford. Il se fait remarquer par ses positions progressistes, en décalage avec son parti : ayant déjà critiqué l'invasion de l'Égypte par le gouvernement conservateur d'Anthony Eden en 1956, il s'oppose à la peine de mort, ainsi qu'aux restrictions contre l'immigration venue des pays du Commonwealth, et soutient une libéralisation des lois contre l'obscénité. Il soutient activement la légalisation des actes homosexuels - mais, en tant que catholique croyant, il s'oppose à la légalisation de l'avortement portée par les travaillistes. En 1973 il est nommé ministre d'État aux Arts au ministère de l'Éducation que dirige Margaret Thatcher dans le gouvernement conservateur du Premier ministre Ted Heath. Ce gouvernement perd toutefois le pouvoir aux élections de février 1974,.
Margaret Thatcher devient cheffe du Parti conservateur et cheffe de l'opposition officielle en 1975. Norman St John-Stevas est alors secrétaire d'État à l'Éducation du cabinet fantôme, puis est fait en 1978 leader fantôme de la Chambre des communes. Lorsque Margaret Thatcher devient Première ministre en 1979, il est ainsi nommé leader de la Chambre des communes, c'est-à-dire ministre chargé des relations du gouvernement avec cette chambre. Il renforce les prérogatives des commissions parlementaires et leur droit à examiner de près l'action des départements ministériels. Conjointement au nouveau ministre des Arts, il introduit une loi sur le patrimoine national, adoptée en 1980 qui alloue des fonds publics à la préservation des œuvres d'art,.
« Dandy » aux manières « affectées, [...] libérales et provocatrices », « éloquent et plein d'esprit », portant généralement des chemises et des chaussettes colorées, il aime se mettre en scène et moque publiquement la Première ministre en la qualifiant de « Margaret bénie ». Critiquant également la politique économique du thatchérisme, il est limogé du gouvernement en 1981. Durant les années 1980 il participe aux comités exécutifs de diverses institutions culturelles londoniennes. Il continue à déplorer publiquement la montée du chômage et de la pauvreté engendrée par les mesures économiques du gouvernement ; il demeure un conservateur de type disraélien, attaché à la notion d'obligation morale des fortunés en faveur des pauvres. En 1987 il quitte la Chambre des communes et est anobli, devenant baron St John de Fawsley avec un siège de pair à vie à la Chambre des lords. De 1991 à 1996 il est président du Emmanuel College de l'université de Cambridge. En 2010 il est recruté comme spécialiste des arts et de la Constitution britannique par l'opérateur de télévision Sky. Jamais marié, il meurt en mars 2012 à l'âge de 82 ans,,.